# Tate Smith
Tate Smith OAM (* 18. November 1981 in Sydney) ist ein australischer Kanute und Rettungssportler.

## Kajak
Er nahm 2008 an den Olympischen Spielen in Peking teil. Mit dem Vierer-Kajak schied er im Semi-Finale aus. Bei den Weltmeisterschaften 2011 konnte er mit Jacob Clear, Murray Stewart und David Smith hinter Deutschland die Silbermedaille gewinnen. Sein größter Erfolg gelang bei den Olympischen Spielen in London, als die Australier in der gleichen Besetzung im K4 Olympiasieger wurden. 2013 gewann Smith im K4 bei den Weltmeisterschaften Bronze. Im Juli 2014 wurde er allerdings bei einer Trainingskontrolle in Ungarn positiv auf Stanozolol getestet und anschließend für zwei Jahre gesperrt.
Für seine Verdienste um den Sport als Goldmedaillengewinner bei den Olympischen Spielen 2012 in London wurde er 2014 mit der Medaille des Order of Australia ausgezeichnet.

## Rettungssport
Smith war ebenfalls einer der besten Rettungssportler Australiens. 2006 wurde er Australischer Meister im Surf Ski Rennen. Mit seinem Verein, dem Northcliffe SLSC, gewann er auch Gold- und Silbermedaillen bei den Weltmeisterschaften im Rettungssport.